# Małe Zdunowice
Małe Zdunowice – osada kaszubska w Polsce położona w województwie pomorskim, w powiecie kartuskim, w gminie Sulęczyno.
Wieś  otoczona lasami, jest częścią składową sołectwa Zdunowice. Na południe od miejscowości znajduje się jezioro Kotynia.
W latach 1975–1998 miejscowość administracyjnie należała do województwa gdańskiego.
Inne miejscowości z prefiksem Zdun: Zduńska Wola, Zduny